# Placówka Straży Granicznej I linii „Trębaczów”

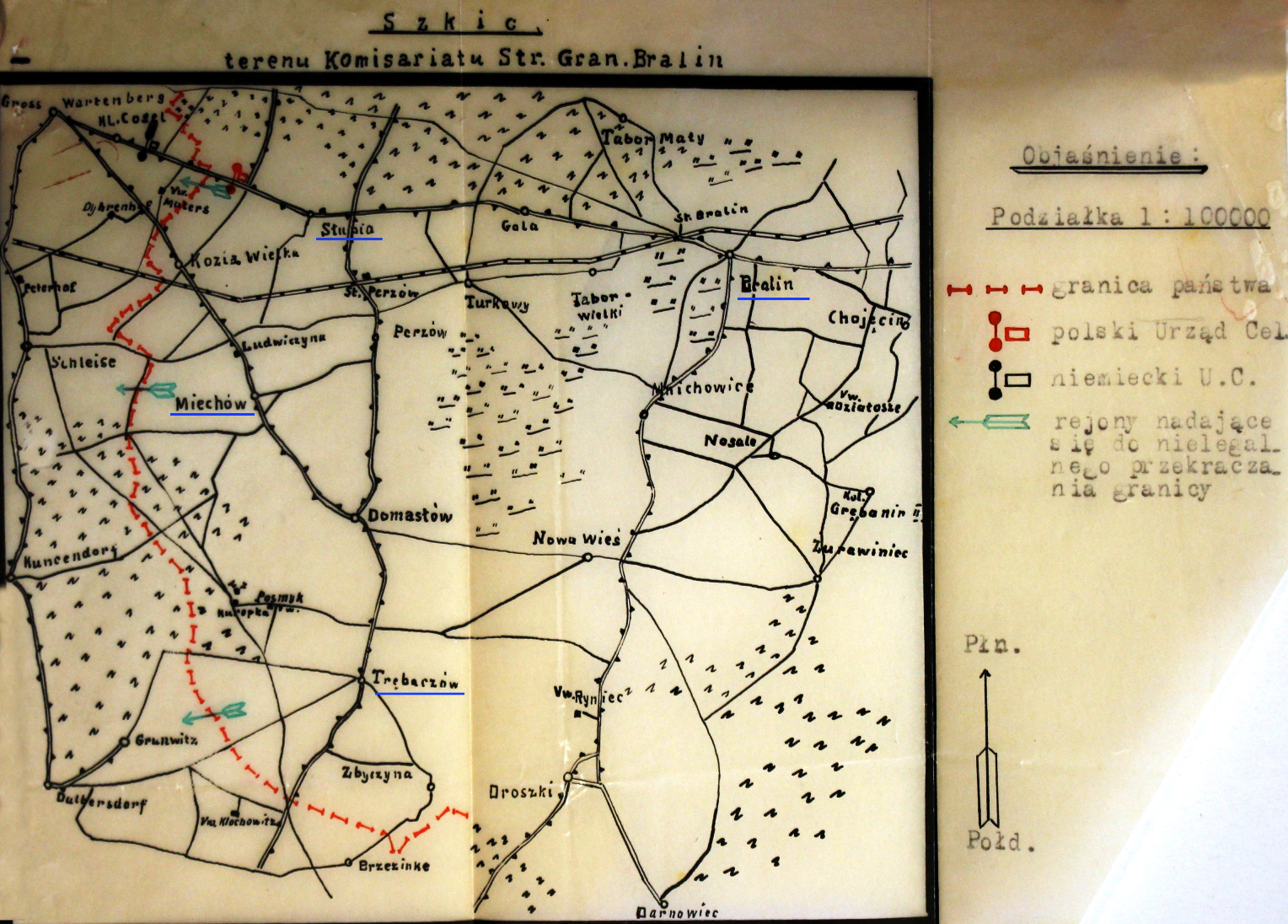
Szkic komisariatu SG „Bralin”

Placówka Straży Granicznej I linii „Trębaczów” – jednostka organizacyjna Straży Granicznej pełniąca służbę ochronną na granicy polsko-niemieckiej w okresie międzywojennym.

## Geneza
Na wniosek Ministerstwa Skarbu, uchwałą z 10 marca 1920 roku, powołano do życia Straż Celną. Od połowy 1921 roku jednostki Straży Celnej rozpoczęły przejmowanie odcinków granicy od pododdziałów Batalionów Celnych. Proces tworzenia Straży Celnej trwał do końca 1922 roku.
W 1921 roku na terenie Rychtala stacjonował sztab 4 kompanii 14 batalionu celnego. 4 kompania wystawiła placówkę w Trębaczowie. 
23 października 1921 roku od 14 batalionu celnego ochronę granicy państwowej przejęła  Straż Celna. Nowo powstały komisariat SC „Miechów” zorganizował między innymi placówkę SC w Trębaczowie. W 1926 placówka Straży Celnej „Trębaczów” była nadal w podporządkowaniu komisariatu Straży Celnej „Miechów” z Inspektoratu SC „Ostrów”.

## Formowanie i zmiany organizacyjne
Rozporządzeniem Prezydenta Rzeczypospolitej Polskiej Ignacego Mościckiego z 22 marca 1928 roku, do ochrony północnej, zachodniej i południowej granicy państwa, a w szczególności do ich ochrony celnej, powoływano z dniem 2 kwietnia 1928 roku  Straż Graniczną.
15 września 1928 dowódca Straży Granicznej rozkazem nr 7  w sprawie zmian dyslokacji Wielkopolskiego Inspektoratu Okręgowego podpisanym w zastępstwie przez mjr. Wacława Szpilczyńskiego ustalił organizację komisariatu „Gola” i zasięg placówek. Placówka Straży Granicznej I linii „Trębaczów” znalazła się w jego strukturze.

## Służba graniczna
Sąsiednie placówki:
- placówka Straży Granicznej I linii „Miechów” ⇔ placówka Straży Granicznej I linii „Drożki” − 1928[8]